# سوچون
پادشاه سوچون (کره‌ای: 서천태왕؛ سلطنت:۲۷۰–۲۹۲ میلادی)؛ سیزدهمین امپراتور گوگوریو، شمالی‌ترین در میان سه پادشاهی کره، بود. او دومین پسر امپراتور جونگچون بود، سوچون در سال ۲۵۵ میلادی به عنوان ولیعهد معرفی گردید. او در سال ۲۷۰ میلادی پس از فوت پدرش به سلطنت رسید.
دراولین ماه سال ۲۷۱ میلادی، او «ملکه اوسو»، دختر «ته‌ساجا» از قبیله «سونو» را به عنوان ملکه خود انتخاب کرد. او بیشتر به علت شکست دادن ارتش قوم سوشن و تصرف قلعه‌های آنان مشهور است. سپس او بعد از کشتن بسیاری از این قوم ،۶۰۰ خانوار را به جنوب منتقل کرد. در سال ۲۸۶ گوسئوبال و گو ایل‌یو دو شاهزاده دیگر شورشی را شروع کردند اما توسط پادشاه سوچون شکست خوردند. او در سال ۲۹۲ درگذشت و در معبد سوچئون دفن شد، اما در سال ۲۹۶ این مقبره به سرقت رفت و محل دفن از بین رفت.

## حکومت
در سال ۲۸۰ میلادی، قوم سوشن، حمله کردند و پادشاه سوچون برادر کوچکتر خود «دالگا»، را برای مقابله با آنها فرستاد. دالگا، سرزمین دالو سونگ را تصرف کرد و فرمانروای آن را کشت، او حدود ۶۰۰ خانوار سوشن را به جنوب بویو منتقل کرد. پادشاه سوچون، به دالگا عنوان شاهزاده صلح (آنگوگ گون) را اعطا کرد و به او کنترل ارتش و قبایل سوشن و یانگ‌مک را سپرد.
در سال ۲۸۶ میلادی، برادرهای کوچکتر سوچون، «ایلو» و «سوبال» شورش کردند، اما شورشیان شکست خوردند و کشته شدند.
در ژانویه ۲۷۱، او دختر سفیر غرب، یو سو، را ملکه خود کرد و در ماه ژوئیه، هنگامی که نخست‌وزیر، اوم-او، درگذشت، پسر اوم-او، سانگ-رو، را به عنوان نخست‌وزیر برگزید. در سال ۲۸۰، هنگامی که سوکسین حمله کرد، برادر کوچکترش دالگا را برای دفع آنها فرستاد. دالگا قلعه دانرو را تصرف کرد، رئیس آن را کشت، ۶۰۰ خانوار را به اوچئون، جنوب بویو، منتقل کرد و شش یا هفت روستا را مطیع خود ساخت. پادشاه سئوچئون، دالگا را به عنوان شاهزاده آنگوک منصوب کرد و او را به فرماندهی ارتش گماشت و او را بر روستاهای مختلف یانگمائک و سوکسین گماشت. در سال ۲۸۶، برادران کوچکترش، ایل-وو و سو-بال، شورشی را طرح‌ریزی کردند و به دروغ ادعا کردند که بیمار هستند و در دربار حاضر نشدند. بر این اساس، پادشاه سئوچئون دو مردی را که با فریب دادن او و گفتن اینکه آنها نخست‌وزیر او خواهند بود، وارد دربار کرده بودند، دستگیر و اعدام کرد.
پادشاه سئوچئون دو بار در سال‌های ۲۷۶ و ۲۸۸ به شینسونگ سفر کرد. این بدان معناست که شینسونگ دژ مهمی در مرز غربی بوده است. به‌طور خاص، تور ۲۸۸ ساله یک تور طولانی مدت بود که از مارس تا نوامبر ادامه داشت.
هنگامی که پادشاه در سال ۲۹۲ درگذشت، در سئوچون وون به خاک سپرده شد. مقبره پادشاه سئوچئون در سال ۲۹۶ میلادی، زمانی که مورونگ وی حمله کرد، مورد سرقت قرار گرفت. گفته شده است که دزدان ناگهان مردند و دشمن با شنیدن صدای موسیقی از درون مقبره از ترس عقب‌نشینی کرد.

## مرگ و جانشینی
پادشاه سوچون، در سال ۲۹۲ میلادی، بعد از ۲۳ سال حکومت مرد. او در سوچون وو، دفن گردید. از اینرو نام معبد سوچون را دریافت نمود.
بعد از او پسرش پادشاه بونگسانگ به پادشاهی رسید.

## خانواده
- پدر: پادشاه جونگچون
  - پدربزرگ: پادشاه دونگچون
- مادر: ملکه یوانا
- همسر: ملکه او، از قبیله سونو؛ دختر ته‌ساجا.
  - پسر: شاهزاده سانگبو (پادشاه بونگسانگ)
  - پسر: شاهزاده دولگو (مرگ ۲۹۳ میلادی) - متهم به خیانت و مجبور به خودکشی شد، پدر پادشاه میچون